# Krucifix (Kunratice)
Krucifix je drobná, památkově chráněná, sakrální památka v Kunraticích, obci na severu České republiky ve Frýdlantském výběžku Libereckého kraje.

## Poloha a historie
V Kunraticích je zbudován kostel Všech svatých. Kolem něho se rozkládá hřbitov obehnaný zdí. Do areálu se vstupuje bránou na jeho východní straně. U brány, na vnější straně areálu, po jižní straně přístupové cesty, stojí od roku 1830 kříž, který zde nechal zbudovat Christoph Ritter.

## Popis
Kříž je osazen do čtyřbokého, směrem k vrcholu se zužujícího dříku, jenž je usazen do kamenného stupně, a ve vrchní části dřík ukončuje profilovaná římsa s bohatým volutovým zdobením. Do čelní strany soklu je vytesán nápis:
Errichtet 
 von 
 Christoph Ritter und der Gemeinde 
 im Jahre 1830.

Na čelní straně dříku je dále uvedeno:
O kommt und kniet 
 voll Andacht nieder 
 und betet euern 
 Heiland an, 
 der für uns Sünder 
 seine Brüder 
 am Kreuze hat 
 genug gethan!

Nápis je navíc dozdoben motivem vavřínového festonu zavěšeného na třech kolících, který se nachází nad tímto textem. Těsně pod ozdobnými volutami v horní části dříku je patrný motiv lastury spolu se třemi květy růže, pod nimiž se nacházejí tři bobulové plody obalené listím.
Do vrchu kamenné části je osazen litinový kříž nesoucí korpus s motivem ukřižovaného Ježíše Krista visícího na kříži, který je ozdoben rozetami. Na kříži jsou patrné dva nápisy. Jeden se nachází nad Kristovou hlavou, kde je tabulka s textem:
INRI

Druhý je v místech spojení kamenného podstavce s litinovým křížem a nese text:
Renoviert von 
 Anton Chri[—] 
 1872.